# Valter Tauli
Valter Evald Tauli (bis 1935 Poissman, * 31. Oktoberjul. / 13. November 1907greg. in Tallinn; † 3. Januar 1986 in Uppsala) war ein estnischer Sprachwissenschaftler, Finnougrist, Sprachtheoretiker und Sprachplaner.

## Leben
Tauli machte 1926 in Tallinn sein Abitur und immatrikulierte sich im gleichen Jahr an der Universität Tartu. 1931 beendete er dort das Studium der estnischen Sprache und Literatur sowie der Finnougristik. Anschließend arbeitete er am Jakob Westholmschen Gymnasium in Tallinn, wo er unter anderem der Estnischlehrer des später berühmten Schriftstellers Jaan Kross war, der ihn auch in seinem Roman Wikmans Zöglinge verewigte.
1937 erhielt Tauli mit einer Arbeit zur Sprachpflege den Magistergrad, und ab 1939 arbeitete er an der Universität Tartu. 1944 verließ er Estland und ging nach Schweden, wo er zunächst im Archivdienst tätig war. Ab 1949 konnte er sich mithilfe eines staatlichen Stipendiums wieder seinen Sprachstudium widmen, die er 1956 mit der Erwerbung des Dr. phil. an der Universität Lund vollendete. Von 1963 bis 1973 war er Dozent für Finnougristik an der Universität Uppsala.

## Forschungstätigkeit
Tauli gilt als der „berühmteste Theoretiker der estnischen Sprachpflege“ und hat sich insbesondere um die Bekanntmachung der von Johannes Aavik initiierten estnischen Spracherneuerung in Kreisen außerhalb der Estnischen Sprachwissenschaft oder Finnougristik verdient gemacht. Zum Estnischen legte er eine umfangreiche Grammatik vor, außerdem zahlreiche Aufsätze zu Phonologie und Grammatik des Estnischen.
Darüber hinaus beschäftigte Tauli sich auch mit allgemeiner Finnougristik und allgemeiner Linguistik.

## Bibliografie (Auswahl)

### Monografien
- Õigekeelsuse ja keelekorralduse põhimõtted ja meetoodid. Avec un résumé: Principes et méthodes de correction de langage et de règlement de la langue. Tartu: Akadeemilise kooperatiivi kirjastus 1938. 287 S. (Akadeemilise Emakeele Seltsi Toimetised 17)
- Phonological Tendencies in Estonian. København 1956. 231 S. (Det Kongelige Danske Videnskabernes Selskab. Historisk-filologiske Meddelelser 36, 1)
- The Structural Tendencies of Languages I. Helsinki: Suomalainen Tiedeakatemia 1958. 192 S. (Annales Academiæ Scientiarum Fennicæ B 115,1)
- Structural Tendencies in Uralic Languages. The Hague: Mouton 1966. 308 S.(Uralic and Altaic Series. University of Bloomington, Indiana 17)
- Introduction to a theory of language planning. Uppsala: Uppsala universitet 1968. 227 S. (Studia Philologicae Scandinavicae Upsaliensia 6)
- Keelekorralduse alused. Stockholm: Vaba Eesti 1968. 218 S.
- Eesti grammatika I. Hääliku-, vormi- ja sõnaõpetus. Uppsala: Institutionen für finsk-ugriska sprak 1972. 167 S.
- Standard Estonian Grammar I. Uppsala: Almqvist & Wiksell 1973. 237 S. (Acta Universitatis Upsaliensis. Studia Uralica et Altaica Upsaliensia 8)
- Eesti grammatika II. Lauseõpetus. Uppsala: Finsk-ugriska institutionen 1980. 350 S.
- Johannes Aaviku keeleuuendus. Kriitiline ülevaade. Stockholm: Eesti Keele ja Kirjanduse Instituudi väljaanne 1982. 37 S.
- Standard Estonian Grammar II. Uppsala: s.n. 1983. 359 S. (Acta Universitatis Upsaliensis. Studia Uralica et Altaica Upsaliensia 14)

### Aufsätze
- On the Age of Vowel Harmony in Estonian, in: Apophoreta Tartuensia. Stockholm: Societas Litterarum Estonia in Svecia 1949, S. 63–72.
- Bemerkungen zum Ursprung der uralischen Kasussysteme, in: Ural-Altaische Jahrbücher 24 (1952), H. 3–4, S. 27–41.
- The Sequence of the Possessive Suffix and the Case Suffix in the Uralian Languages, in: Orbis 2 (1953), S. 397–404.
- The Origin of the Quantitative System in Estonian, in: Journal de la Société Finno-Ougrienne 57 (1954), 6, S. 1–19.
- On Foreign Contacts of the Uralic Languages, in: Ural-Altaische Jahrbücher 27 (1955), S. 7–31.
- The Origin of Affixes, in: Finnisch-Ugrische Forschungen 32 (1956), S. 170–225.
- Totaalobjekt eesti kirjakeeles, in: Fenno-Ugrica. Juhlakirja Lauri Postin kuusikymmenvuotispäiväksi 17.3.1968. Helsinki: Suomalais-ugrilainen seura 1968, S. 216–224.
- Is the Structural Change of Languages Really Predestined?, in: Ural-Altaische Jahrbücher NF 4 (1984), S. 25–35.
- The Estonian language reform, in: Language reform. Vol. 3. Hamburg: Buske 1984, S. 309–330.
- Sõnade kokku kirjutamise reeglistamise raskused, in: Keel ja Kirjandus 10/1985, S. 588–594.

## Sekundärliteratur
- Paul Ariste: Valter Tauli, in: Keel ja Kirjandus 4/1986, S. 244–245.